# Товариство української мови Чикаго
Това́риство украї́нської мо́ви Чика́го (ТУМ-Чикаго) — громадська організація українців у Чикаго.

## Заснування
Виникло в березні 1990 року. До членства в Товариство були запрошені в першу чергу учителі українознавчих шкіл, педагоги та діячі української громади в Чикаго й околиць. Через дописи про ТУМ-Чикаго в українській пресі, яка виходить в Америці, незабаром були заохочені члени і з інших міст Америки та Канади.
Ось як описує виникнення ТУМ-Чикаго його керівник Віра Боднарук:
| Коли долетіла до нас в Чикаґо вістка, що в Україні в 1989 році було засноване Товариство Української Мови ім. Шевченка на захист української мови (правопис якої постійно міняли в Україні, щоб наблизити її до російської, або й зовсім принижували її, називаючи хохлацькою), то й зродилася думка створити товариство прихильників української мови в Чикаґо, яке було б в контакті з Товариством Української Мови в Україні і яке старалося б допомогти йому у відповідний спосіб. Якщо не інакше, то хоч би розголосити в Америці про загрозливу мовну ситуацію в Україні. І вже в березні 1990 року зібралася невелика група уболівальників української мови і заснувала ТУМ-Чикаґо. |
Перша управа ТУМ–Чикаґо (1990 рік) була обрана у такому складі: голова — Віра Лукаш–Боднарук, заступник голови — Оксана Мурська, секретар — Дмитро Грушецький, скарбник — Олександра Кочман, організаційний референт — Галина Грушецька, члени управи — Марія Боднарук, Віра Трощук, Люба Калін.

## Історія розвитку і діяльності ТУМ-Чикаго
Спочатку праця Товариства полягала в збиранні українських книг, журналів та часописів, які друкувалися в Америці чи Канаді або в інших країнах, де були поселення українських емігрантів, та пересилання їх в Україну до всіх обласних Товариств Української Мови. Щоб зібрати фонди на пересилку книг, була членська вкладка і меценатська поміч від приватних осіб та громадських організацій в Чикаго. Також Товариство брало участь у всеукраїнських імпрезах, як наприклад «Українські Дні», «Веселі Дні» та святочні базари під українськими церквами.
Постійно тримає зв'язок з осередками Товариства української мови та осередками «Просвіти» по всій Україні.
Вся праця Товариства виконується на добровільних засадах.
Від 1990 року керівник Товариства — професор Віра Боднарук та Богдан Боднарук відбули 6 подорожей по Україні і відвідали обласні осередки «Просвіти» чи Товариства Української Мови в Києві, Харкові, Полтаві, Донецьку, Луганську, Запоріжжі, Дніпропетровську, Одесі, Симферополі, Тернополі, Рівному, Луцькому, Вінниці, Івано-Франківську, Львові, Чернівцях, Ужгороді. Влітку 2005 року відвідали Чернігів, Суми, Житомир і Хмельницький, а також мали зустріч з проводом «Просвіти» з Кіровограда, Миколаєва, Херсону, Севастополя і Черкас. Всі ці подорожі провідники ТУМ відбули на свій власний кошт.
Крім центральних осередків «Просвіти» ТУМ-Чикаго також має зв'язок і допомагає деяким університетам та школам, бібліотекам. Співпрацює з Києво-Могилянським університетом, Острозьким університетом, Миколаївським університетом ім. Петра Могили; з Видавництвом «Смолоскип» у Києві; з українськими школами в Донецьку, Слов'янську, Сівердонецьку, Свердловську, Києві, Львові і Миколаєві; з бібліотеками в Донецьку, Києві, Рівному і Полтаві. Надсилали українську військову літературу до Міністерства оборони (за міністерства ген. К.Морозова), українським осередкам у Владивостоці, Мурманську та Татарстані.
На 2005 р. було вислано 818 пачок української літератури, близько 106.560 одиниць вартістю $ 796.575, оплата за пересилку склала $36.703. Книжки наші передаються до шкіл, читалень «Просвіти», до бібліотек. Крім цього було вислано $ 82.373 грантами на видавничу працю; на стипендії для сільських дітей, які будуть студіювати україністику в Києво-Могилянському університеті, або в Острозі чи в Миколаєві — $ 6.000.
На 2007 р. було вислано 872 пачки української літератури, близько 112,260 одиниць вартістю $ 840,951, оплата за пересилку склала
$ 41,100. Крім того, крім цього було вислано $ 109,547 грантами (на 2007 р.).
Спершу Ініціативний Комітет у складі проф. Віри Лукаш-Боднарук, Галини Грушецької та Марії Боднарук 10 березня 1990 р. розіслали «Звернення», яким запросили всіх бажаючих на перші (установчі) сходини Чиказької філії Товариства української мови ім. Шевченка у США. Збори відбулися в неділю 25 березня 1990 р. о 13.00. в Культурному Осередку при 2247 Чикаго Ав.
Головними напрямками роботи новоствореної Чиказької філії Товариства української мови ім. Шевченка було прийнято «уможливлювання обмінів учнями і учителями з України та технічна поміч україномовним школам в Україні».
Перша управа ТУМ-Чикаго була обрана у такому складі: голова — Віра Лукаш-Боднарук, заступник голови — Оксана Мурська, секретар — Дмитро Грушецький, скарбник — Олександра Кочман, організаційний референт — Галина Грушецька, члени управи — Марія Боднарук, Віра Трощук, Люба Калін.
Щойно після створення, 10 квітня 1990 р., ТУМ-Чикаго звертається до голови Товариства Сприяння Рухові в Україні (Чиказька організація) д-ра Богдана Ткачука з листом-пропозицією «працювати з рамени Товариства Сприяння Рухові в Україні (Чикаго), щоб не роздрібнити наших сил і ресурсів». Разом з тим, ТУМ-Чикаго планує тісно співпрацювати з ТУМ-США, яке очолив д-р Роман Воронка.
У той же 1990-й рік ТУМ-Чикаго започатковує листовний зв'язок з централею Товариства української мови ім. Шевченка в Києві та з обласними організаціями ТУМ. У травні 1990 р. до вчителів і викладачів Чикаго направляються 65 листів (у 1993 р. таких листів було вже 900) із запрошенням стати членом ТУМ-Чикаго та відозвою взяти участь у проектах ТУМ-Чикаго стосовно обмінів студентів та учнів з Україною. Третина адресантів відгукується. Програма обмінів починає діяти. У 1992 р. організація вже нараховує 50 членів і 20 почесних членів.
Сьогодні ТУМ-Чикаго має 20 почесних членів; в 2007 році організація нараховує 256 членів.
Голова ТУМ-Чикаго п. Віра Боднарук у 1990 р. здійснює першу подорож в Україну щоб особисто познайомитися з обласними осередками Товариства. Влітку цього року в Києві відбулося її знайомство з проводом ТУМ на чолі з Дмитром Павличком. Поїздка була дуже насиченою подіями — це і участь в Днях Козацької Слави на Запоріжжі, відвідання крім Києва також Львова, Івано-Франківська, Рівного. Ця перша цільова подорож в Україну започаткувала цілу їх серію у наступні роки.
ТУМ-Чикаго провів масштабну акцію пересилки української літератури зі США в Україну. За весь час для потреб бібліотек в Україні надіслано 820 пакунків з 108000 книг та журналів вартістю 800 тис. дол. США — вражаюча кількість. Крім того, ТУМ-Чикаго започаткувало програму міні-грантів на видавничу діяльність Товариств української мови та «Просвіт» в Україні (загалом понад 103 тис. дол. США), на стипендії для сільських дітей (6 тис. дол. США), на розбудову наукових бібліотек, на технічне обладнання, на творчу працю молодіжних драматичних гуртків.
3 жовтня 2004 року на зборах ТУМ-Чикаго підтверджено правильність дій організації, обрано її нове керівництво: голова — Віра Лукаш-Боднарук, скарбник — Любомира Калін, організаційний референт — Богдан Боднарук, члени управи: Олег Еліяшевський, Марія Боднарук, Василь Калін.
З розвитком незалежності України Товариство української мови (ТУМ) в США бачило велику потребу помагати фінансово здібним студентам з незаможних родин, які студіюватимуть україністику: мову, літературу, історію та культуру в університетах України, таких, як «Києво-Могилянська академія», «Острозька академія», університеті ім. Петра Могили в Миколаєві, та державних університетах у Києві, Львові, Харкові, Одесі, Чернівцях, Ужгороді, Ялті, Рівному. Від початку цього проекту в 2000 році до 2014 р. було надано стипендії 86 студентам з 15 областей України.
ТУМ–Чикаґо стало фінансовою опорою для понад 100 видавничих проєктів в Україні.
Сьогодні ТУМ-Чикаго — сильна і зорганізована українська громадська культурологічна організація США, свідома своєї ролі, своєї місії, свого призначення.

## Суспільне визнання
В різні часи його провідні діячі ТУМ-Чикаго нагороджені: Грамотою видавництва «ВЕСЕЛКА» за великий внесок у випуск книжок для дітей України (1994 р.), Грамотами та Дипломами Центрального Правління Всеукраїнського товариства «Просвіта» ім. Тараса Шевченка за активну роботу з питань національно-просвітницького і духовного відродження українського народу та зміцнення Української Держави (1996 р.), «Золотою Грамотою» Донецького обласного Товариства української мови ім. Т. Г. Шевченка за вагомий внесок у справу збереження і розвитку української культури і мови на Донбасі (1998 р.), Дипломами Івано-Франківського обласного Товариства української мови ім. Тараса Шевченка «Просвіта» (1996 р.), Подячним листом Рівненського обласного об'єднання «Просвіта» ім. Т.Шевченка за багаторічні щедрі дарунки для книгозбірні Рівненської «Просвіти».